# Sangha (buddhismus)
Sangha je indické slovo (v páli a sanskrtu), které může být volně přeloženo jako společenství nebo komunita. V buddhismu je používáno v několika významech. Nejběžněji je jím označována komunita ordinovaných buddhistických mnichů a buddhistických mnišek, přesněji řečeno rozlišuje se sangha mnichů a sangha mnišek. Ve svém striktním významu sangha znamená společenství probuzených žáků Buddhy nacházející se na jednom ze čtyř stupňů osvícení (sótapanna, sakadágámí, anágámí a arahat), v mahájáně je jím označováno společenství bódhisattvů. V tomto striktním pojetí je nazývána jako vznešená sangha (arija sangha). V současné době v souvislosti s šířením buddhismu do západních zemí je sanghou označována komunita lidí (laiků) společně se věnující praxi buddhismu.

## Mnišská sangha

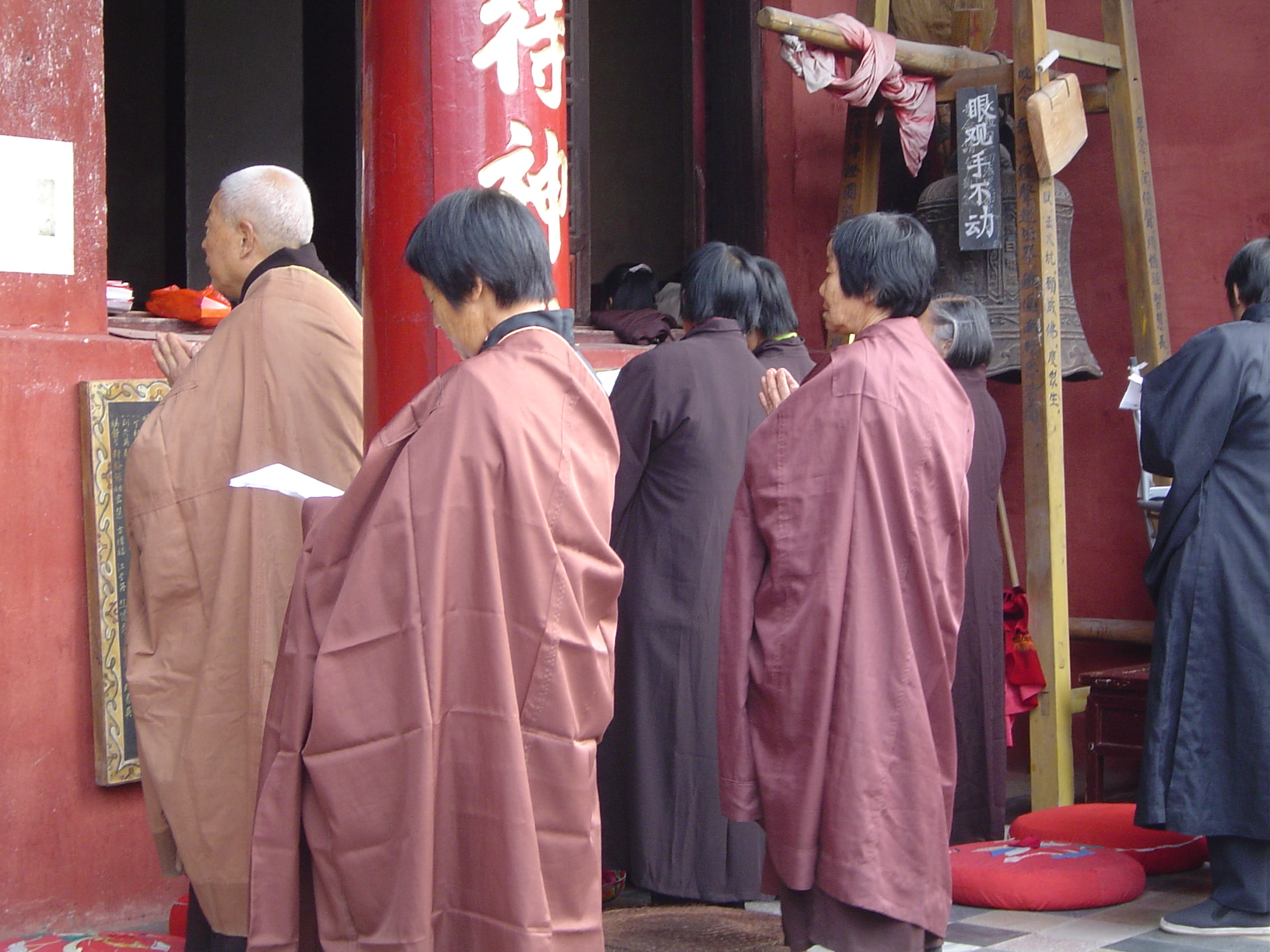
Buddhistické mnišky provádějí krátké recitace u kláštera Tří předků v Číně.

Sangha mnichů (v pálí bhikkhu, v sans. bhikšú) a mnišek (v pálí bhikkhuní, v sans. bhikšuní) byla ustanovena asi v 5. století př. n. l. Gautamou Buddhou za účelem uchování jeho učení v čisté podobě, zachování morálních pravidel, mniši měli také sloužit jako vzor laikům.
Základ buddhistického mnišství tvoří vinaja, což je konglomerát pravidel mnišského života, zahrnující pravidla jako zákaz jídla po poledni, dodržování úplného celibátu, neulehání na luxusní lůžka, nepoužívání líčidel, peněz atd. Porušení jednotlivých pravidel dle závažnosti je trestáno, přičemž sankce sahají od trvalého vyloučení ze sanghy až po pouhé přiznání přestupku jinému mnichovi.
Mniši a mnišky mohou vlastnit jen nejnutnější věci (ideálně tři rouchy, misku na jídlo, opasek na oblečení, jehlu a nit, břitvu na oholení hlavy, filtr na vodu). Ve skutečnosti často vlastní další osobní věci.
Tradičně buddhističtí mniši nenosí běžné obleky, ale mnišská roucha. Původně byla roucha sešita z několika kusů látky a obarvena barvou země. V současné době se u jednotlivých škol barva rouch liší. Pro jižní buddhismus (théraváda) jsou typická oranžová roucha, pro tibetský buddhismus (vadžrajána) šafránová, pro japonský zen černá a pro korejské mnichy šedivá.
Nejpřesnější překlad slova bhikkhu zní žebrák. Původně mniši pravidelně každé ráno chodili na obchůzku za jídlem, které dostávali od buddhisických laiků (muž.r. upásaka, ž.r. upásika). Dnes obchůzku za jídlem konají jen někteří mniši v zemích théravádového buddhismu. U spousty klášterů jak theravády, tak i v ostatních školách buddhismu tento způsob obstarávání jídla vůbec vymizel, nebo se z něj stal pouhý rituál, který má umožnit laikům pěstovat záslužné činy, jež jim zajistí lepší budoucí zrození. Ačkoli podle původních pravidel nesměli mniši pracovat pro výdělek, se šířením buddhismu do východoasijských zemí začaly buddhistické kláštery provozovat vlastní hospodářství, takže v současné době v Číně a okolních zemích spousta mnichů pracuje zejména v zemědělství.
Na západě je dnes rozšířena mylná představa, že mniši musí být vegetariáni. Je pravdou, že některé mahájánové texty odrazují od pojídání masa, ale v mnohem starších textech pálijského kánou můžeme najít doklad o tom, že Buddha odmítl požadavek, aby bylo ustanoveno pravidlo zakazující jíst mnichům maso. Existuje mnoho záznamů o tom, že samotný Buddha často jedl maso. Buddha dovoloval členům mnišské sanghy jíst vše, co jim dali buddhističtí laikové, kromě masa, které by pocházelo ze zvířete, o němž by mniši věděli nebo měli o něm podezření, že bylo zabito speciálně kvůli nim. Proto v zemích (Srí Lanka, Barma a Thajsko), kde je rozšířena théraváda, která vychází z pálijského kánonu, nejsou mniši vegetariání. I když i zde se můžeme setkat s mnichy, kteří nejedí maso, většinou se ale jedná o mnichy pocházející ze západních zemí. Na druhou stranu u mahájánových a vadžrájánových škol, které přijímají jak texty původních buddhistických škol, tak i mahájánové sútry, záleží na jejich interpretaci súter. Tak např. V Číně a Vietnamu musí být mniši vegetariáni a naopak v Tibetu, Japonsku a Koreji mohou jíst maso stejně jako v theravádových zemích.
Na západě se také šíří mylná představa, že pro dosažení osvícení je nutné se stát mnichem nebo mniškou. V theravádových i mahájánových textech je spousta dokladů o tom, že Buddha uznával schopnost laiků dosáhnout hluboké moudrosti a osvícení. Můžeme nalézt spoustu příběhů u probuzených laicích, kteří ve své moudrosti dokonce převyšovali i některé mnichy.
Laici i mniši dohromady tvoří buddhistickou komunitu. Mniši laiky vyučují Buddhovu učení (v pálí dhammě, v sanskrtu dharmě), poskytují jim duchovní oporu v obtížných životních situacích. Naopak laici podporují mnišskou sanghu po materiální stránce a fungují tak jako kontrola čistoty mnišského života. Laici by měli odmítnout podporovat mnichy, kteří otevřeně porušují mnišská pravidla a jestliže tak činí, jsou spoluodpovědní za úpadek mnišské sanghy.
poz.: pojmy jsou uváděny v pálí, není-li uvedeno jinak